# Olimpiada Nacional
La Olimpiada Nacional Infantil y Juvenil, conocida como Olimpiada Nacional es una justa deportiva multidisciplinaria, en la que participan atletas amateur de México con el fin de impulsar el desarrollo de la cultura física y el deporte en los niños y jóvenes. En él participan los 32 estados de la República Mexicana, el IPN, la UNAM y el Instituto de Mexicanos en el Extranjero.
Los objetivos de este evento son:
- Detectar talentos deportivos para estimularlos y conformar las selecciones nacionales juveniles.
- Fomentar la práctica de deportes en los que México participe en los Juegos Centroamericanos, Juegos Panamericanos y Juegos Olímpicos.
- Obtener un diagnóstico de nivel deportivo por cada entidad.
- Mejorar la infraestructura deportiva en la entidad sede.

## Historia
La Olimpiada Juvenil nació en el año de 1996, y la Olimpiada Infantil en el año de 1998 a iniciativa de la Comisión Nacional de Cultura Física y Deporte (CONADE) bajo el cargo de Ivar Sisniega. En el año del 2002 se fusionó la Olimpiada Juvenil y la Infantil, y nació la actual Olimpiada Nacional. Se inició hace 21 años con 20 deportes y en algunos de ellos las federaciones solo tenían 5 o 6 asociaciones, como handball y canotaje.
Actualmente el certamen involucra cada año a más de 3.5 millones de niños y jóvenes, de entre 8 y 23 años, en todas sus etapas y se considera la principal cantera de talento para la conformación de selecciones nacionales.
Históricamente, solo dos entidades han liderado el medallero general; de 1996 a 1999 el sitio de honor lo ocupó el Distrito Federal y desde el año 2000 Jalisco está la cabeza. Siendo a la actualidad (2015) el mayor exponente con 16 triunfos consecutivos y en la Paraolimpiada con 12.

## Disciplinas
Actualmente son 45 las disciplinas deportivas en las cuales los niños y jóvenes mexicanos participan.
Los siguientes deportes, están reconocidos como deportes olímpicos por la CONADE:
| - Natación en aguas abiertas - Atletismo - Ajedrez - Bádminton - Baloncesto - Béisbol - Bowling - Boxeo - Canotaje - Ciclismo - Clavados | - Charrería (Desde 2015) - Esgrima - Fronton - Futbol - Gimnasia artística - Gimnasia rítmica - Handball - Hockey - Halterofilia | - Judo - Karate - Levantamiento de pesas - Nado sincronizado - Natación - Patinaje - Pentatlón moderno - Pelota vasca - Polo acuático | - Raquetbol - Remo - Rugby - Lucha olímpica - Softbol - Squash - Sumo - Taekwondo | - Tenis - Tenis de mesa - Tiro con arco - Tiro deportivo - Gimnasia en trampolín - Triatlón - Voleibol - Voleibol de playa |

## Sedes de la Olimpiada Nacional
| Año  | Evento                                      | Sede | Duración                    | Estados e Institutos | Deportes | Atletas | Campeón          |
| ---- | ------------------------------------------- | --- | --------------------------- | -------------------- | -------- | ------- | ---------------- |
| 1996 | I Olimpiada Nacional Infantil y Juvenil     | México, D.F., Puebla, Morelos, Estado de México e Hidalgo                                                         | 25 de febrero al 9 de marzo | 35                   | 37       | 13,904  | Distrito Federal |
| 1997 | II Olimpiada Nacional Infantil y Juvenil    | México, D.F. | 20 de abril al 7 de marzo   | 32                   | 10       | 134     | Distrito Federal |
| 1998 | III Olimpiada Nacional Infantil y Juvenil   | México, D.F. y Jalisco                                                                                            | 25 de febrero al 9 de marzo | 32                   | 10       | 134     | Distrito Federal |
| 1999 | IV Olimpiada Nacional Infantil y Juvenil    | Yucatán y Monterey Nuevo Leon                                                                                     | 21 de mayo al 29 de mayo    | 35                   | 32       | 6,500   | Distrito Federal |
| 2000 | V Olimpiada Nacional Infantil y Juvenil     | Jalisco y Sonora                                                                                                  | 25 de febrero al 9 de marzo | 32                   | 10       | 134     | Jalisco          |
| 2001 | VI Olimpiada Nacional Infantil y Juvenil    | Estado de México y Yucatán                                                                                        | 25 de febrero al 9 de marzo | 32                   | 10       | 134     | Jalisco          |
| 2002 | VII Olimpiada Nacional Infantil y Juvenil   | México, D.F. | 25 de febrero al 9 de marzo | 32                   | 10       | 134     | Jalisco          |
| 2003 | VIII Olimpiada Nacional Infantil y Juvenil  | Baja California, Chihuahua, Coahuila, Durango, Nuevo León, Tamaulipas y Zacatecas                                 | 25 de febrero al 9 de marzo | 32                   | 10       | 134     | Jalisco          |
| 2004 | IX Olimpiada Nacional Infantil y Juvenil    | Baja California, Baja California Sur, Nayarit, Sinaloa y Sonora                                                   | 25 de febrero al 9 de marzo | 32                   | 10       | 134     | Jalisco          |
| 2005 | X Olimpiada Nacional Infantil y Juvenil     | México, D.F. | 25 de febrero al 9 de marzo | 32                   | 10       | 134     | Jalisco          |
| 2006 | XI Olimpiada Nacional Infantil y Juvenil    | México D.F., Guerrero, IPN, Morelos, Tlaxcala, UNAM y Veracruz                                                    | 25 de febrero al 9 de marzo | 32                   | 10       | 134     | Jalisco          |
| 2007 | XII Olimpiada Nacional Infantil y Juvenil   | Aguascalientes, Guanajuato, IMSS, Oaxaca, San Luis Potosí, Yucatán, Colima, Hidalgo, Michoacán, Puebla y Veracruz | 25 de febrero al 9 de marzo | 32                   | 10       | 134     | Jalisco          |
| 2008 | XIII Olimpiada Nacional Infantil y Juvenil  | Guanajuato, Nuevo León, San Luis Potosí y Tamaulipas                                                              | 25 de febrero al 9 de marzo | 32                   | 10       | 134     | Jalisco          |
| 2009 | XIV Olimpiada Nacional Infantil y Juvenil   | Baja California, Jalisco, Sinaloa, Sonora, San Luis Potosí y Quintana Roo                                         | 25 de febrero al 9 de marzo | 32                   | 10       | 134     | Jalisco          |
| 2010 | XV Olimpiada Nacional Infantil y Juvenil    | Jalisco | 25 de febrero al 9 de marzo | 32                   | 10       | 134     | Jalisco          |
| 2011 | XVI Olimpiada Nacional Infantil y Juvenil   | Estado de México, Jalisco, México, D.F. y Yucatán                                                                 | 25 de febrero al 9 de marzo | 32                   | 10       | 134     | Jalisco          |
| 2012 | XVII Olimpiada Nacional Infantil y Juvenil  | Puebla, Nuevo León                                                                                                | 25 de febrero al 9 de marzo | 32                   | 10       | 134     | Jalisco          |
| 2013 | XVIII Olimpiada Nacional Infantil y Juvenil | Baja California, Jalisco, Aguascalientes y Querétaro                                                              | 25 de abril al 9 de mayo    | 32                   | 45       | 134     | Jalisco          |
| 2014 | XIX Olimpiada Nacional Infantil y Juvenil   | Veracruz, Jalisco, Puebla, UNAM, Estado de México y Morelos                                                       | 30 de abril al 1 de junio   | 32                   | 45       | 134     | Jalisco          |
| 2015 | XX Olimpiada Nacional Infantil y Juvenil    | Nuevo León, Jalisco, Querétaro, y Guerrero                                                                        | 24 de abril al 5 de junio   | 32                   | 46       | 22,000  | Jalisco          |